# Padiglione della Germania all'Esposizione universale di Parigi del 1937
Il Padiglione della Germania presentato in occasione dell'Esposizione internazionale «Arts et Techniques dans la Vie moderne» o Esposizione universale di Parigi del 1937 fu posto direttamente di fronte al padiglione sovietico, era ospitato in un altissimo parallelepipedo di marmo bianco, sormontato da una grande aquila e una svastica, simboli del nazismo.
Albert Speer, incaricato di progettare il padiglione tedesco, ebbe modo di vedere alcuni disegni segreti inerenti al padiglione russo durante un giro d'ispezione del sito dell'Expo. Rimase colpito da «una coppia di figure scolpite, incedenti trionfalmente verso il padiglione tedesco» (cioè dalla statua L'operaio e la kolchoziana che sormontava il padiglione russo) e progettò una risposta architettonica all'imponente gruppo scultoreo.

## Galleria d'immagini

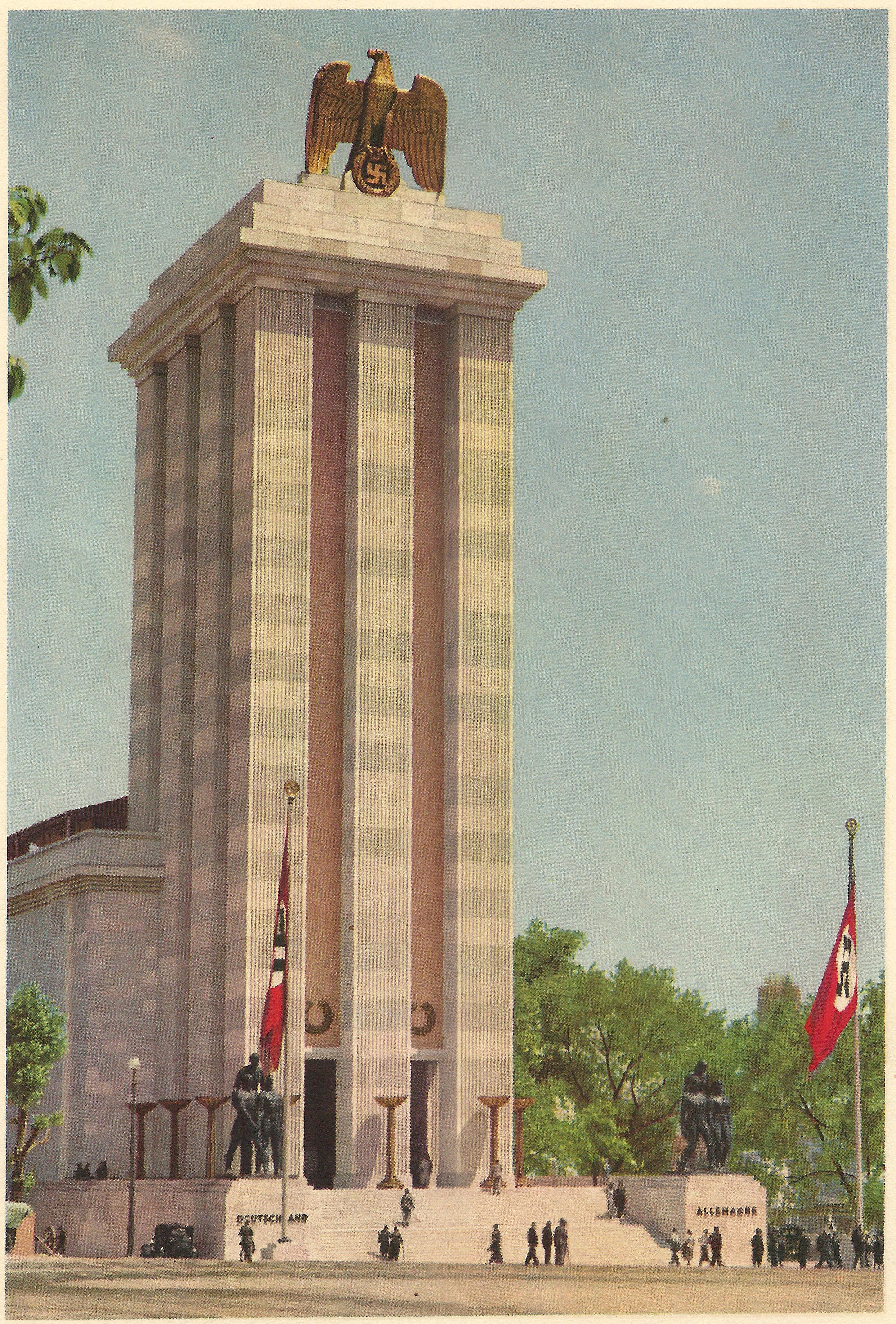
Il padiglione tedesco
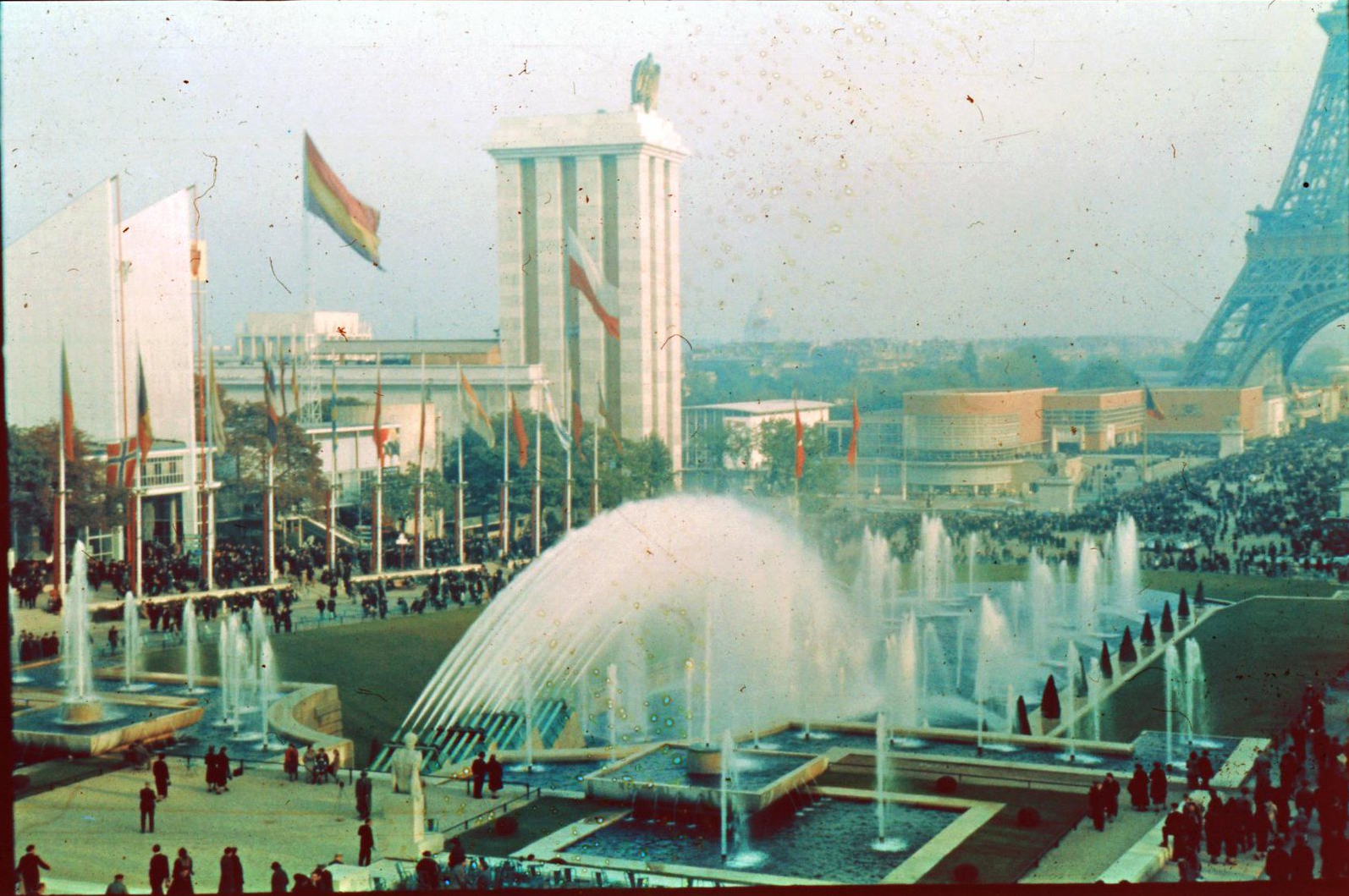
Panoramica con al centro il padigione tedesco e a destra la Torre Eiffel, Agfacolor.
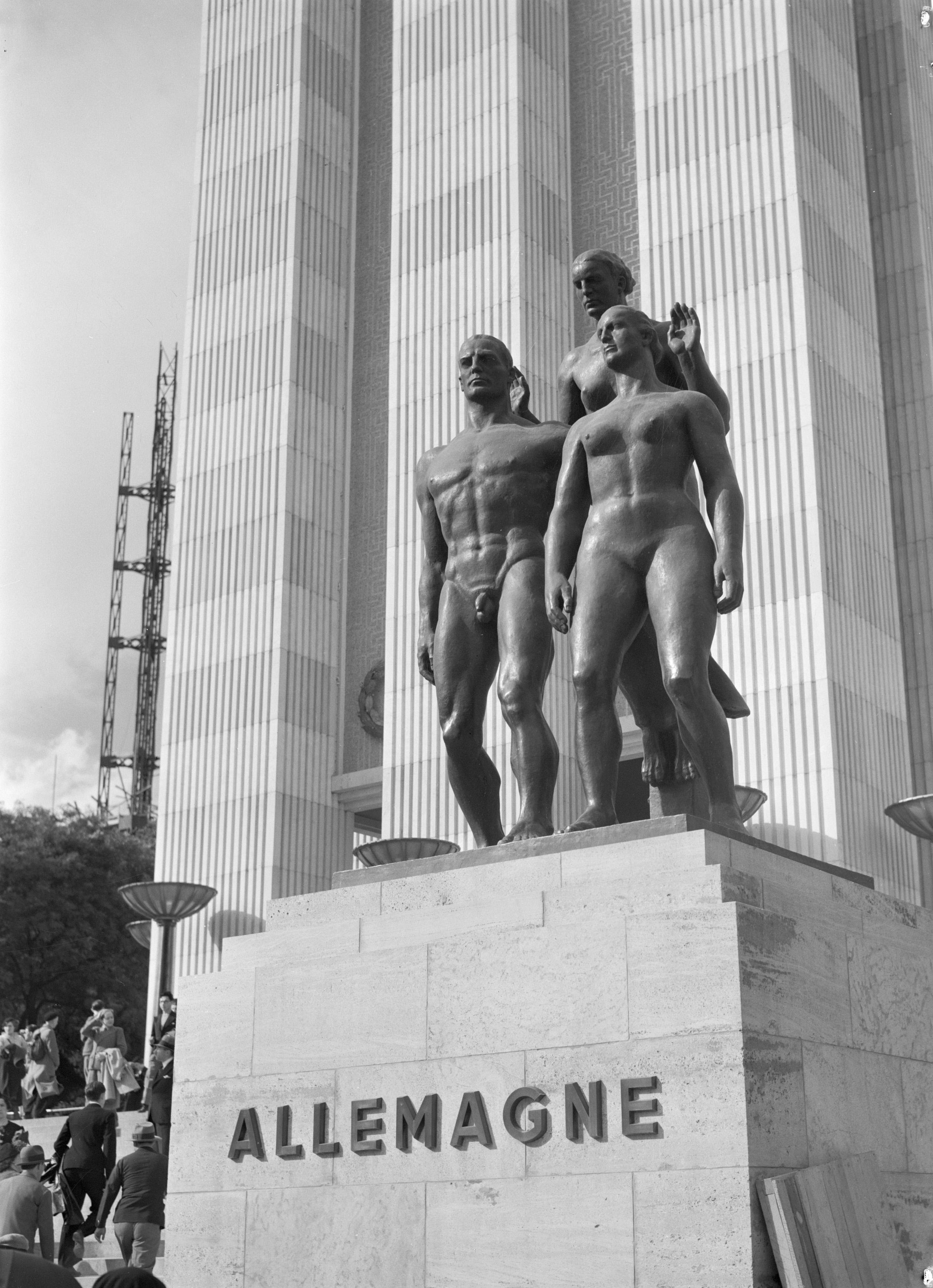
Kameradschaft di Josef Thorak, opera posta davanti al padiglione